# Pacific Automotive Designs
Pacific Automotive Designs Ltd. war ein US-amerikanischer Hersteller von Automobilen.

## Unternehmensgeschichte
Das Unternehmen wurde am 29. Januar 1979 in Menlo Park in Kalifornien gegründet. Andere Quellen nennen Mountain View.  Im Jahr 1980 oder etwa 1980 begann die Produktion von Automobilen. Laut einer Quelle entstanden auch Kit Cars. Der Markenname lautete Pacific. Wenig später endete die Produktion. Eine andere Quelle nennt ungenau die 1980er Jahre als Produktionszeitraum.
Nach dem 17. April 1981 ist nichts mehr bekannt.

## Fahrzeuge
Im Angebot stand nur ein Modell. Es war eine Nachbildung eines MG TD. Ein Fahrgestell vom VW Käfer bildete die Basis. Darauf wurde eine offene Karosserie montiert. Ein wassergekühlter Vierzylindermotor von Honda trieb die Fahrzeuge an.